# Президентські вибори у США 1880
Президентські вибори в США 1880 року проходили 2 листопада та розглядалися як референдум щодо схвалення ослаблення політики реконструкції Півдня, проведеного республіканською адміністрацією Ратерфорда Хейза. Однією з небагатьох дискусій передвиборчої кампанії було питання тарифів. Республіканці підтримували їх збільшення, а демократи пропонували зниження. Президент Хейз, дотримуючись обіцянки, даної на виборах 1876 року, не висував себе на другий термін, тому республіканці висунули Джеймса Абрама Гарфілда, що міцно стояв на партійній платформі. Демократична партія номінувала генерала Вінфілда Скотта Генкока, що брав участь в громадянській війні. Гарфілд набрав лише на 2000 більше голосів, ніж Генкок, але завдяки мажоритарній системі в штатах значно обігнав Генкока по голосах виборників: 369 проти 214. Це були найрівніші результати в історії президентських виборів США.

## Вибори

### Висування

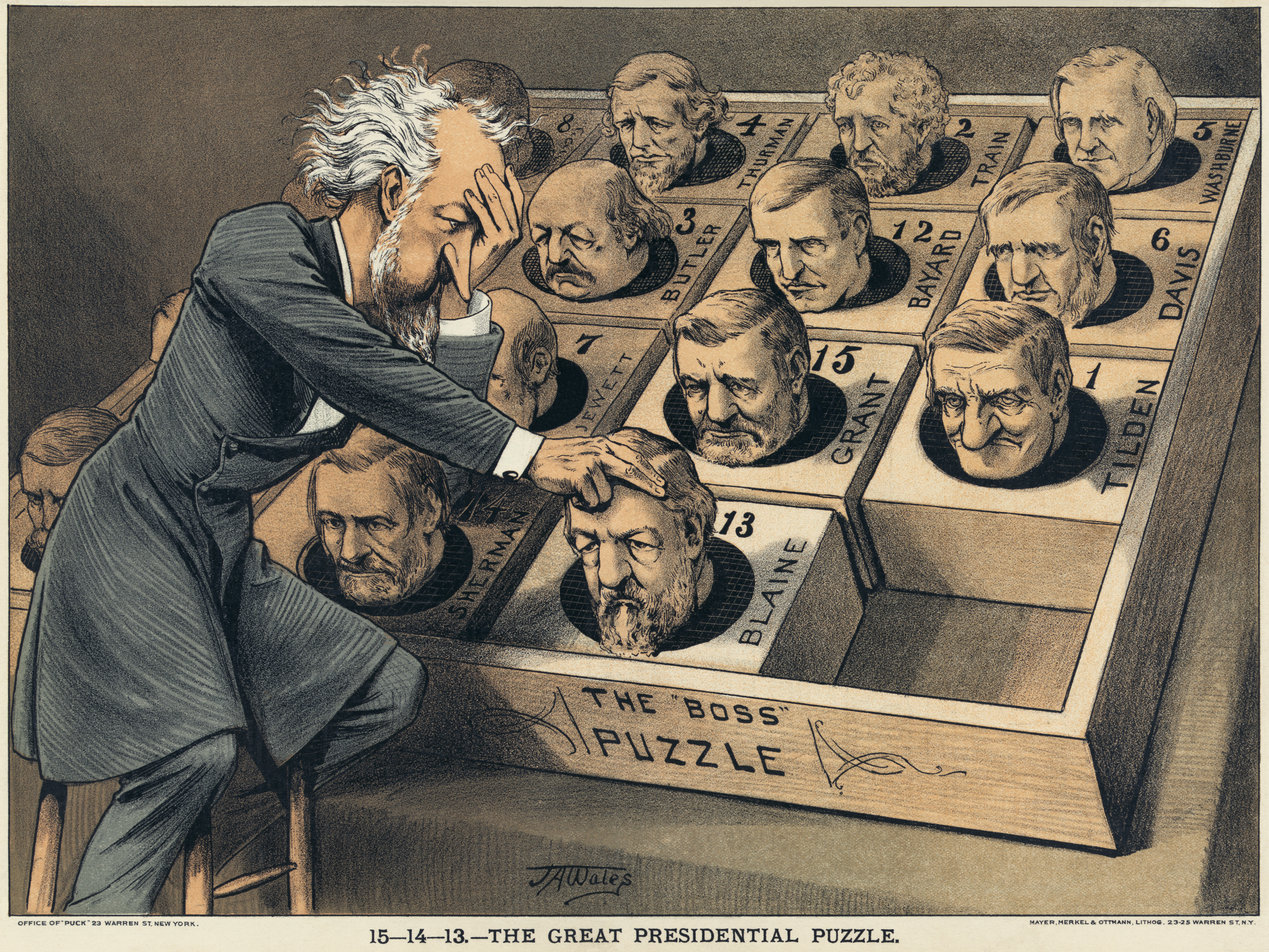
Політична карикатура на Республіканську національну конвенцію 1880 року. Сенатор-республіканець Роскоу Конклінг над «президентською головоломкою». Конклінг намагався використати свій вплив в партії для висунення Гранта.

Незважаючи на те, що президент Хейз не висувався на другий термін, колишній президент-республіканець Улісс Грант, який займав пост в 1869—1877 роках, висунув себе на третій термін. Перед початком національної республіканської конвенції Грант був фаворитом гонки. Однак, його опоненти підтримували інших кандидатів, таких як Джеймс Гілліспі Блейн та Джон Шерман. Джеймс Гарфілд, який підтримував Шермана, виступив з виразною промовою на його підтримку та несподівано сам опинився підтриманим депутатами. На 36-му голосуванні Гарфілд набрав 399 голосів депутатів, обігнавши Гранта (313), Блейна (285) і самого Шермана, і був номінований від Республіканської партії. Честер Артур був висунутий кандидатом на пост віцепрезидента.
Демократи, які зібралися на національну конвенцію в Цинциннаті, спочатку мали кілька десятків можливих кандидатів. Зрештою Вінфілд Генкок набрав 705 голосів і з великим відривом від інших кандидатів (наступним був Томас Байярд зі 154 голосами) виграв номінацію.

### Кампанія
Демократи спочатку атакували спірні результати попередніх виборів 1876 року, а республіканці знову підняли питання громадянської війни, але незабаром кампанія змістилася на обговорення особистостей кандидатів. Гарфілд позиціонував себе як трудягу, що добився всього сам. Республіканці, хоча й уникали прямо нападати на Генкока, що користувався високою репутацією, заявляли, що він буде лише ширмою для корумпованих демократів. Демократи також піднімали в своїй критиці протилежного боку питання республіканської корупції та особливо атакували Честера Артура, кандидата на пост віцепрезидента.

### Результати
| Кандидат             | Партія                               | Виборці   | Виборці | Виборники |
| Кандидат             | Партія                               | Кількість | %       | Виборники |
| -------------------- | ------------------------------------ | --------- | ------- | --------- |
| Джеймс Абрам Гарфілд | Республіканська партія               | 4 446 158 | 48,3 %  | 214       |
| Вінфілд Скотт Генкок | Демократична партія                  | 4 444 260 | 48,3 %  | 155 (а)   |
| Джеймс Берд Вейвер   | Партія грінбекеров                   | 305 997   | 3,3 %   | 0         |
| Ніл Доу              | Prohibition                          | 10 305    | 0,1 %   | 0         |
| Джон Фелпс           | Американська партія (нічого-ні-знаю) | 700       | 0,0 %   | 0         |
| інші                 |                                      |           |         |           |
| 3 631                | 0,0 %                                | 0         |         |           |
| Усього               | Усього                               | 9 211 051 | 100 %   | 369       |

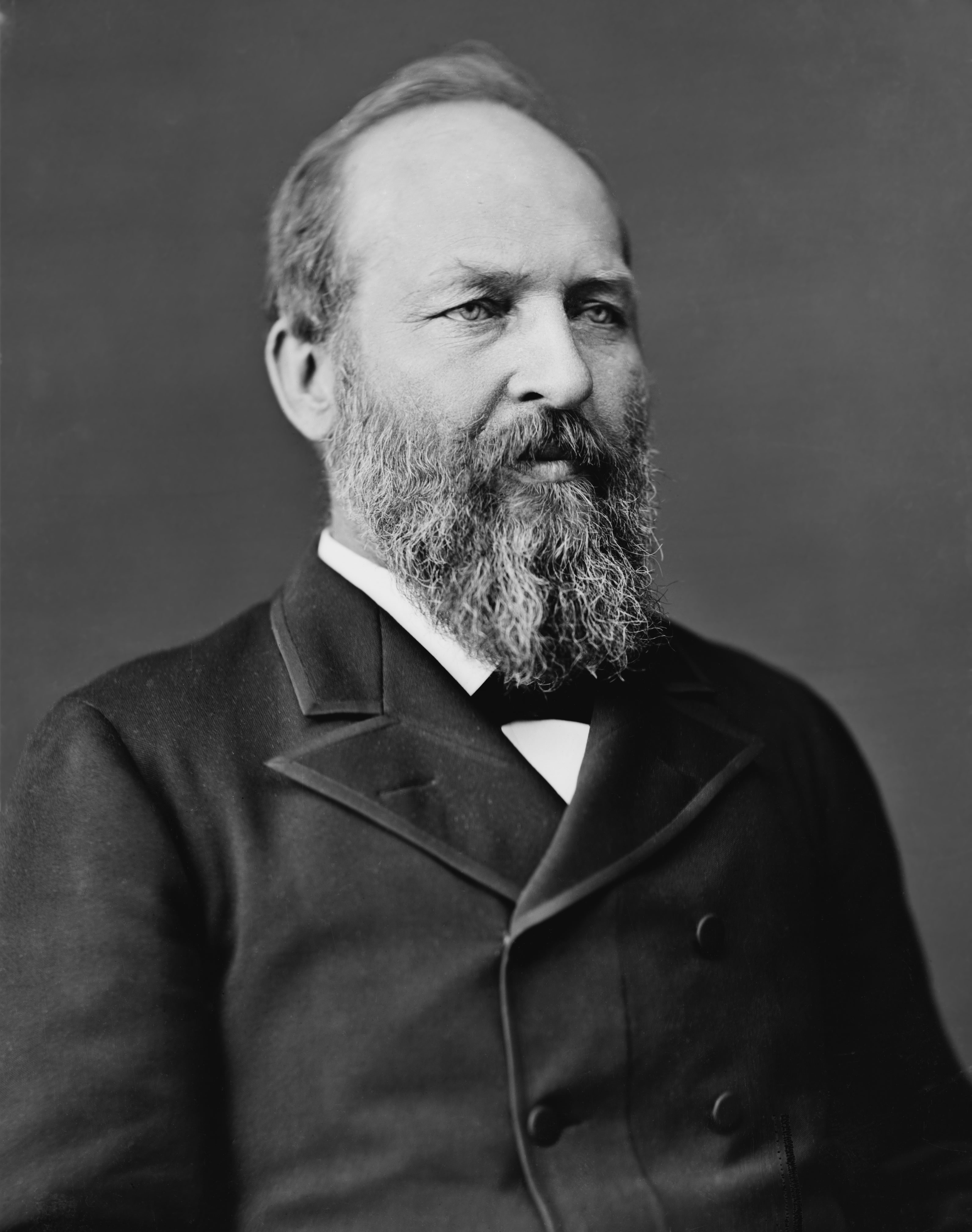
На виборах 1880 року Джеймс Гарфілд був обраний двадцятим президентом США.

 (a)  Джорджія, порушуючи Конституцію, проводила збори виборників пізніше за всі інші штати (8 грудня замість першої середи грудня –1 грудня), тож вибори були неконституційними, але Конгрес вирішив зарахувати 11 голосів штату і у Генкока їх стало 155 замість належних 144. 